# シリカアルミナ
シリカアルミナ (silica-alumina, amorphous silica-alumina) は触媒または触媒担体として使用される合成物質であり、二酸化ケイ素 (SiO2) と酸化アルミニウム (Al2O3) の非晶質固溶体である。

## 解説
アルミナゾルとシリカゾルを反応させる事で合成される。
アルミナの一部は四面体配位として存在しており、29Si MAS 固体NMRと27Al 固体NMRにより解明されている。
シリカアルミナは固体酸であり、イオン化可能な水素原子を持つブレンステッド酸（またはプロトン性）サイトと、電子を受容するルイス酸（非プロトン性）サイトを有する。例えばピリジン吸着測定によって酸性サイトを識別することができる。
シリカ-アルミナ触媒を使用するプロセスとして、クロトンアルデヒド、ホルムアルデヒド、アンモニアからのピリジンの製造が挙げられる。また、炭化水素のクラッキング反応にも使われる。